# Clubiona odelli
Clubiona odelli är en spindelart som beskrevs av Edwards 1958. Clubiona odelli ingår i släktet Clubiona och familjen säckspindlar. Inga underarter finns listade i Catalogue of Life.